# Orpesa
Orpesa (spanyolul: Oropesa del Mar) egy község Spanyolországban, Castellón tartományban. Orpesa Benicàssim és Cabanes községekkel határos. Lakosainak száma 11 785 fő (2024).

## Népesség
A település népessége az elmúlt években az alábbi módon változott:
| Lakosok száma | 4078 | 6153 | 8527 | 11 188 | 10 088 | 9625 | 9245 | 9076 | 9755 | 11 785 |
|               | 2001 | 2004 | 2006 | 2009   | 2011   | 2014 | 2016 | 2019 | 2021 | 2024   |